# Sphingonotus hierichonicus
Sphingonotus hierichonicus är en insektsart som beskrevs av Boris Petrovich Uvarov 1924. Sphingonotus hierichonicus ingår i släktet Sphingonotus och familjen gräshoppor. Inga underarter finns listade i Catalogue of Life.